# 九龍巴士32R線
九龍巴士32R線是香港一條已停駛的新界區巴士路線，來往荃灣碼頭和城門水塘。

## 歷史
- 1962年6月16日：本線的前身(當時路線編號為32)以試辦形式投入服務，當時僅使用1部巴士行走，每40分鐘一班。
- 1982年5月2日：更改路線編號為32R，祗於假日提供服務，同時取消小童及學生票價優惠。
- 1982年8月8日：尾班車由23:00提早至20:00。
- 1987年4月1日：路線永久停駛，並由專線小巴94S線取替。

## 行車資料

### 行車路線
- 荃灣碼頭開途經：大河道，西樓角路，蕙荃路，荃錦交匯處，象鼻山路，老圍路，城門道

- 城門水塘開途經：城門道，老圍路，象鼻山路（東行），象山邨東路，象山邨西路，象鼻山路（西行），荃錦交匯處，蕙荃路，西樓角路，大河道